# エゾイソアイナメ

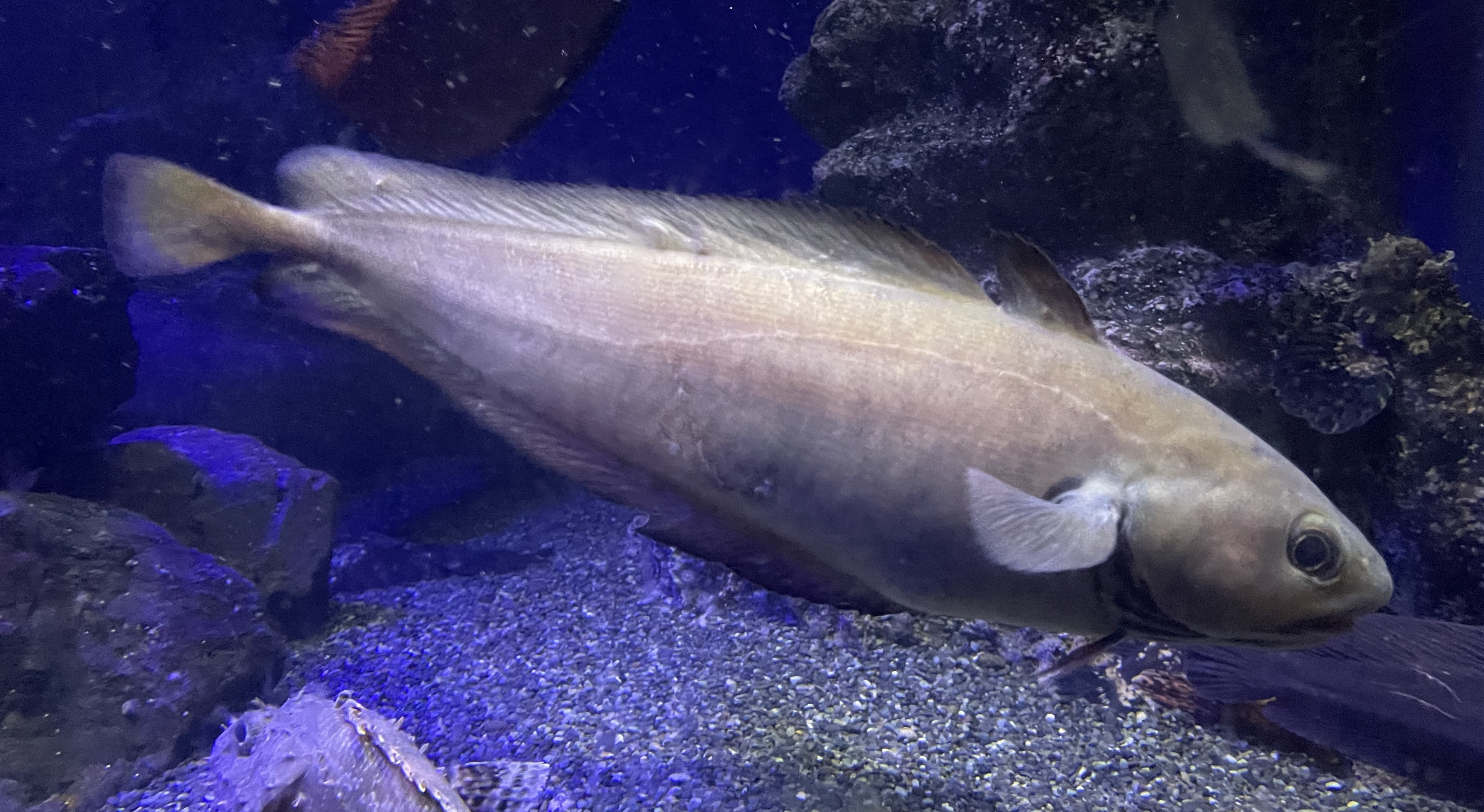
チゴダラ

エゾイソアイナメ（蝦夷磯アイナメ、学名:Physiculus maximowiczi）は、かつてはタラ目チゴダラ科とされていた魚の和名。2019年にタラ目チゴダラ科チゴダラ（学名:Physiculus japonicus）と同一種と判断された。
日本の東北地方ではチゴダラともども「どんこ」と呼ばれていた。

## 概要
エゾイソアイナメは、水深1メートルほどの場所に生息し、チゴダラは水深500メートルほどの深い場所に棲息するいわば深海魚であったため、かつては別の種と考えられていたが、外観も同じで利用法も同様であり、漁師や流通業者は区別せずどちらも「どんこ」と呼んでた。
また、エゾイソアイナメは眼径が小さく体色が濃褐色、チゴダラは眼径が大きく体色が淡褐色ということが違いとして指摘されていた。

## 名称について
名称に蝦夷とつくが、関東地方より北ならどこでも見られる普通種であり、生息地は蝦夷地（北海道）に限定されない。アイナメは著名な磯魚であり、わざわざ「磯」を付けるのは重複表現でもある。また、アイナメはカサゴ目アイナメ科であって、近縁種というわけでもないし、姿や色味も似ているとは言い難い。

## 同一種
2019年に発表された論文で、エゾイソアイナメとチゴダラの2種は「種の上で違いはない」ということになり、先行して学名がつけられていたチゴダラに一本化され、エゾイソアイナメという名前は「チゴダラの異名」ということになった。
眼径の変異や体色は種内個体間差である